# Rio Camboriú

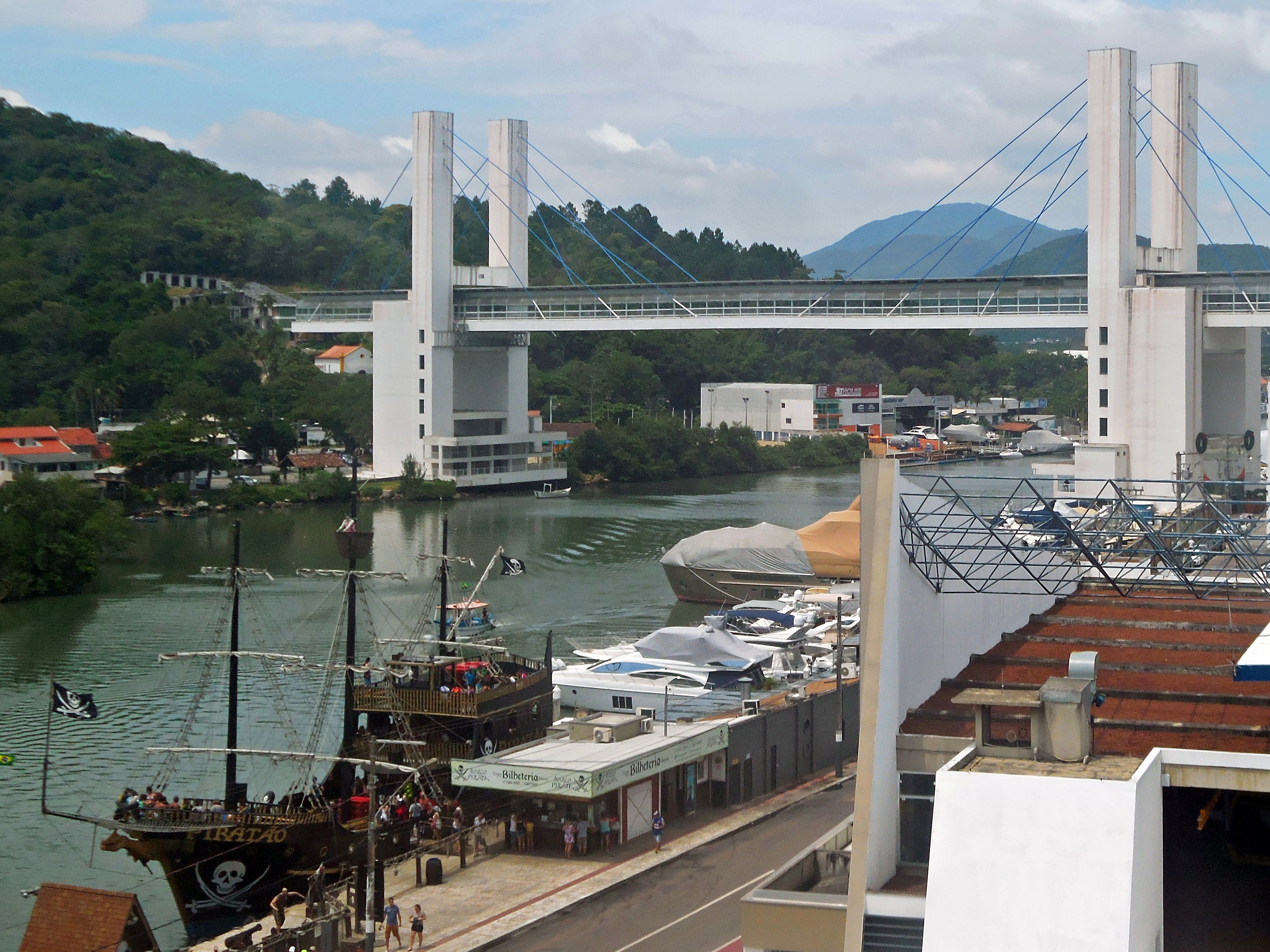
Rio Camboriú à Balneário Camboriú

Le rio Camboriú est un fleuve brésilien du littoral de l'État de Santa Catarina.
Il naît sur le territoire de la municipalité de Camboriú. Il s'écoule vers le nord-est et se jette dans l'océan Atlantique, au niveau de la municipalité de Balneário Camboriú. Il mesure 40 km de longueur.